# 松坂有希子
松坂 有希子（まつざか ゆきこ 1983年5月30日 - ）は、元北海道放送の女性アナウンサー。

## 来歴
- 東京都出身で、神奈川県横浜市と北海道札幌市育ち。1999年札幌に移る[1]。2006年に藤女子大学英語文化学科を卒業後、商社勤務を経て2007年にHBCへ入社。同期には佐藤彩がいる。
  - 2003年12月、シンシナティ大学に留学、シンシナティのアダムス山で人生唯一のスノーボードを行った[2]。
  - 2005年4月、北海道旅客鉄道のキャンペーンガール「ミス・ツインクル」に選出。
- 2007年6月、 YOSAKOIソーラン祭りHana*テレビスペシャル出演。
- 2007年7月 - 8月、『夏・スポーツ・HBC』の番宣に佐藤彩と出演。
- 9月、 ユメイロ。秋の収穫祭スペシャルで、マレーシアロケで出演。
- 9月 - 11月、『秋・ドラマ・HBC』の番宣に佐藤彩と出演（11月は単独出演）。
- 10月『HBCミュージックナイター「フルカウント!」』 の水曜日担当（川畑恒一と共に）。
- 12月 『 ユメイロ。』師走突入スペシャルで大井川鉄道に乗車する静岡ロケで出演。
- 2008年1月、 レラカムイ北海道応援CMに佐々木佑花、佐藤彩と共に出演。
- 2月、 雪まつりだヨ!ユメイロ。スペシャルに沖縄ロケのパートに出演。
- 4月、隔週ではあるが自身初となるレギュラー番組Eスポーツに加入。5月5日放送分では、5月2日に北海道日本ハムファイターズ対東北楽天ゴールデンイーグルスの始球式等をしに札幌ドーム入りした西城秀樹に密着取材を行った。
- 6月、16日よりHBCオフィシャルブログ「Yucco Diary」[3] 開設。
- 2009年8月、期間限定テレビコマーシャル『夏スポ!HBC』[4] 担当。
- 2010年1月、 『ワンアーティストスペシャル「オンリーワン!」』[5]浜崎あゆみ特集回を担当。
- 2月、農業雑誌「Agrizm」[6] 2010年3月号（3号）インタビュー掲載
- 4月、さっぽろシティライフ『女子カバン＆中身ヲ完全捜査セヨ!』初回掲載
- 6月、雑誌「HO」2010年7月号vol.32『私のカフェタイム』特集掲載[7]
- 7月、『安めぐみのマンナビ』 アシスタント出演
- 9月、『 グッチーの 今日ドキッ!秋の大感謝祭スペシャル』「博多なかむら流もつ鍋笑和」リポート担当
- 10月、HBC2011年カレンダー『札幌美女アナ図鑑』5月＆6月掲載[8]
- 11月、『カーナビラジオ午後一番!』で山根あゆみの休暇による代理アシスタントとして出演
- 12月、『グッチーの 今日ドキッ!年忘れ大感謝祭スペシャル』 補聴器検査レポーター出演
- 2011年1月31日 - 2月3日、番宣番組『こころあたたかHBC』でTBSテレビ（ビッグハット）に直撃し、『ハートプロジェクト・ココロ元気week』の対象番組出演者（1月31日に『みのもんたの朝ズバッ!』から放送時間順に放送し、2月3日は『ひるおび!』の恵俊彰）にインタビューしていた。
- 3月、『カーナビラジオ午後一番!』でYASUの休暇による代理出演
- 4月18日 - 20日、朝刊さくらいで堰八紗也佳休暇による代理アシスタント出演
- 10月31日をもってHBCを寿退社（10月2日放送の1条STATION ヨシトモ! (2スタ録音)にて、結婚したことを報告）
- 2013年より「羽仁有希子」の名義でNHK旭川放送局契約キャスターとして活動していたが、その後公式サイトから名前が消されており、以降の動静は不明。

## 過去の担当番組
- NEWS1※リポーター
- 金曜ブランチ
- HBCミュージックナイター「フルカウント!」 （2006年度）[9]
- Eスポーツ（2008年4月 - 2009年3月23日）
  - Eスポーツポケット(2009年10月5日 - 2010年3月22日)ナレーター
- ミニアナ[10]（2008年4月 - 2010年3月）不定期出演
- ジョシアナ[11]（2008年10月 - 2009年3月）
- 森崎博之のあぐり王国北海道（2008年7月 - 2010年3月）
- あぐり王国-R　[12]（ラジオ）
- ナチュラルトーク 魅女の輪(ラジオ、2009年8月6日)
- マンションナビゲーション マンナビ（不定期）アシスタント
- NEWS1内『Nani-Collection 何?コレ』コーナーリポーター（2010年4月 - 8月）
  - 2010年8月26日・27日、高橋友理休暇による代理サブキャスター
- 松坂有希子のフェミニンスタイル（ラジオ、2010年4月11日 - 6月）
- グッチーの 今日ドキッ!（2010年10月 - ）隔々週出演『ドラマ研究所』研究員
- DONと赤城のおぢさんツインカム!※アシスタント（ - 2011年10月1日）
- 1条STATION ヨシトモ! (2スタ録音)（2009年10月12日 - 2011年10月2日）
- HBCニュース

## 連載
- HBCポッドキャスティング[13]
- はにかみダイアリー〜HBC女子アナ6人によるリレーエッセー〜（スポーツニッポン北海道版、隔月、2007年9月5日〜2008年1月）